# Cena Ference Puskáse

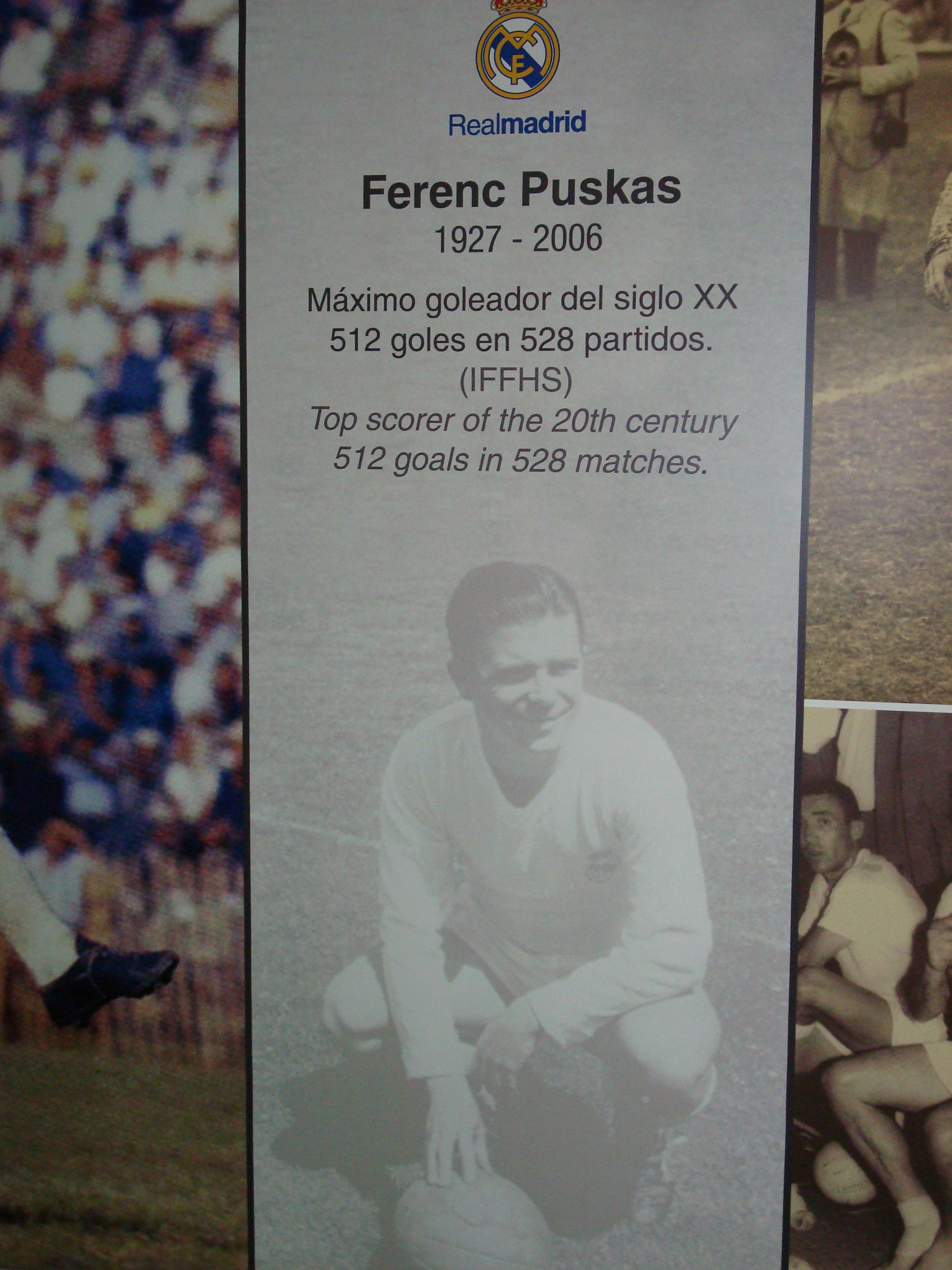
Portrét Ference Puskáse v síni slávy Realu Madrid.

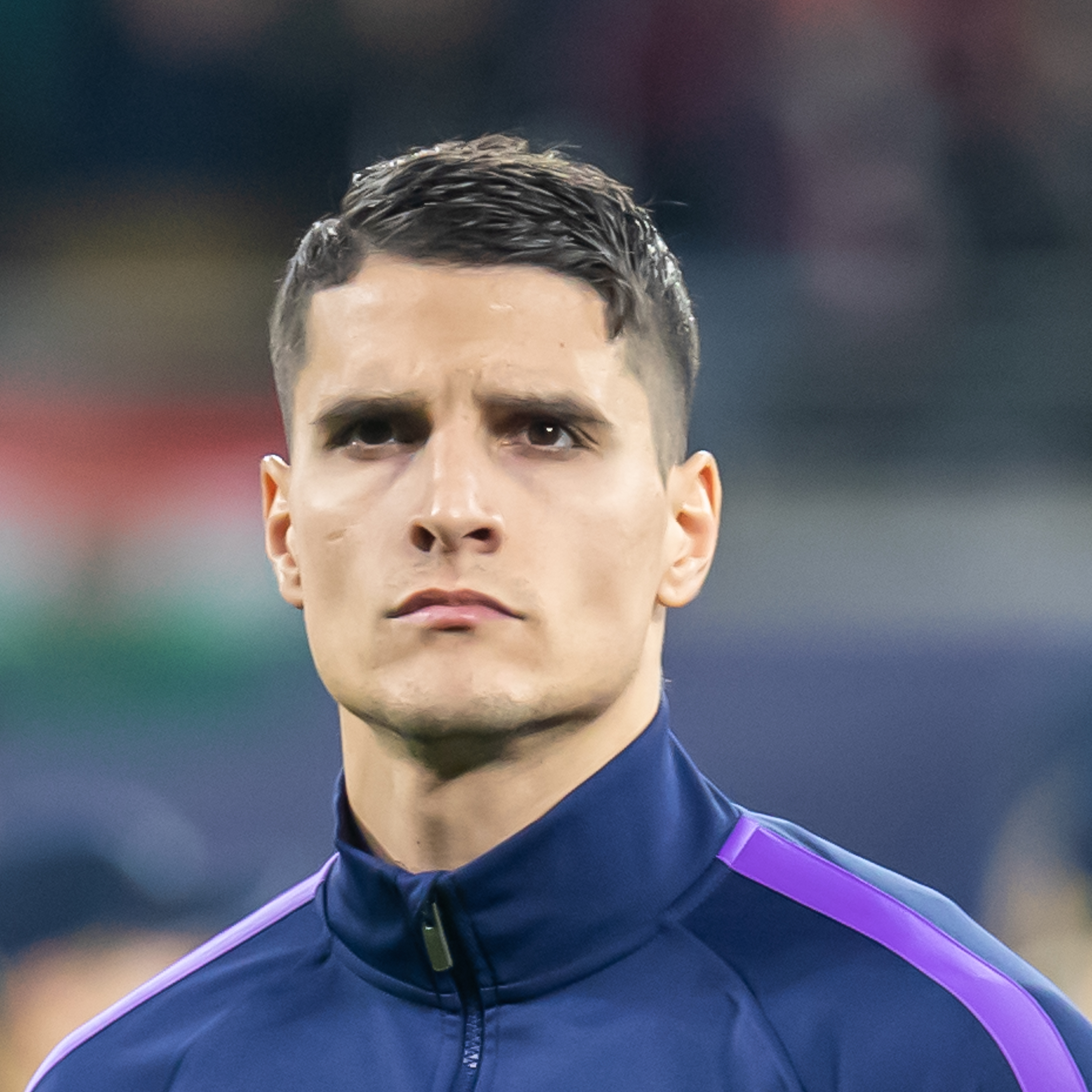
Érik Lamela, vítěz za rok 2021.

Cena Ference Puskáse (oficiálně FIFA Puskás Award) je fotbalové ocenění o nejkrásnější gól roku. Pojmenováno je podle legendárního maďarského kanonýra Ference Puskáse. Vítězem může být muž i žena.
V letech 2009 až 2018 o udělení ceny hlasovali fanoušci v anketě na webových stránkách FIFA. Od roku 2019 o vítězi spolurozhoduje komise FIFA složená z bývalých legendárních fotbalistů.
Aktuálním vítězem (za rok 2022) je Marcin Oleksy hrající za polský klub Warta Poznań (fotbal tělesně hendikepovaných).

## Přehled ročníků

### 2009
| Pořadí | Hráč              | Soutěž      |
| 1.     | Cristiano Ronaldo | Liga mistrů |
| 2.     | Andrés Iniesta    | Liga mistrů |
| 3.     | Grafite           | Bundesliga  |

### 2010
| Pořadí | Hráč                     | Soutěž                   |
| 1.     | Hamit Altıntop           | Kvalifikace na EURO 2012 |
| 2.     | Linus Hallenius          | Superettan               |
| 3.     | Giovanni van Bronckhorst | Mistrovství světa        |

### 2011
| Pořadí | Hráč         | Soutěž              |
| 1.     | Neymar       | Brasileirão Série A |
| 2.     | Lionel Messi | Liga mistrů         |
| 3.     | Wayne Rooney | Premier League      |

### 2012
| Pořadí | Hráč           | Soutěž            | Poznámka |
| 1.     | Miroslav Stoch | Süper Lig         | V dresu Fenerbahçe SK střela z voleje do „šibenice“ (horního rohu brány) v ligovém zápase proti Gençlerbirliği |
| 2.     | Radamel Falcao | Přátelský zápas   | |
| 3.     | Neymar         | Copa Libertadores | |

### 2013
| Pořadí | Hráč               | Soutěž                  | Poznámka                                                                                               |
| 1.     | Zlatan Ibrahimović | Přátelský zápas         | Fotbalové „nůžky“ (akrobatický kop přes hlavu) zpoza pokutového území v reprezentačním zápase s Anglií |
| 2.     | Nemanja Matić      | Primeira Liga           | |
| 3.     | Neymar             | Konfederační pohár FIFA | |

### 2014
| Pořadí | Hráč             | Soutěž            | Poznámka                                                                           |
| 1.     | James Rodríguez  | Mistrovství světa | Zpracování míče hrudí a okamžitá střela v zápase osmifinále MS 2014 proti Uruguayi |
| 2.     | Stephanie Roche  | Irská liga žen    |                                                                                    |
| 3.     | Robin van Persie | Mistrovství světa |                                                                                    |

### 2015
| Pořadí | Hráč                | Soutěž            | Poznámka |
| 1.     | Wendell Lira        | Campeonato Goiano | V dresu Goianésia EC náběh za obranu na vysoký míč a zakončení „nůžkami“ v ligovém zápase proti Atléticu Goianiense |
| 2.     | Lionel Messi        | Copa del Rey      | Gól ve finále španělského poháru v dresu FC Barcelona proti Athletic Bilbao.                                        |
| 3.     | Alessandro Florenzi | Liga mistrů       | |

### 2016
| Pořadí | Hráč               | Soutěž                             | Poznámka                                                                         |
| 1.     | Mohd Faiz Subri    | Malajská superliga                 | V dresu Penangu, kroucená střela z přímého kopu v ligovém zápase do sítě Pahangu |
| 2.     | Marlone            | Copa Libertadores                  |                                                                                  |
| 3.     | Daniuska Rodríguez | Mistrovství Jižní Ameriky žen U-17 |                                                                                  |

### 2017
| Pořadí | Hráč              | Soutěž                                     | Poznámka                                                                              |
| 1.     | Olivier Giroud    | Premier League                             | V dresu Arsenalu, kop patou přes hlavu v 19. kole Premier League proti Crystal Palace |
| 2.     | Oscarine Masuluke | Premier Division                           | V dresu Baroka trefa brankáře nůžkami v závěru zápasu proti Orlando pirates           |
| 3.     | Deyna Castellanos | Mistrovství světa ve fotbale žen do 17 let |                                                                                       |

### 2018
| Pořadí | Hráč                   | Soutěž             | Poznámka                                                                             |
| 1.     | Mohamed Salah          | Premier League     | V dresu Liverpoolu, gól v Merseyside derby proti Evertonu                            |
| 2.     | Cristiano Ronaldo      | Liga mistrů        | V dresu Realu Madrid gól nůžkami ve čtvrtfinále Ligy mistrů v zápasu proti Juventusu |
| 3.     | Giorgian de Arrascaeta | Campeonato Mineiro |                                                                                      |

### 2019
| Pořadí | Hráč                   | Soutěž              | Poznámka                                                             |
| 1.     | Dániel Zsóri           | Nemzeti bajnokság I | V dresu Debrecenu, nůžky v ligovém zápase proti Ferencváros Budapešť |
| 2.     | Lionel Messi           | La Liga             |                                                                      |
| 3.     | Juan Fernando Quintero | Priméra División    |                                                                      |

### 2020
| Pořadí | Hráč                   | Soutěž                        | Poznámka                                                                 |
| 1.     | Son Hung-min           | Premier League                | V dresu Tottenhamu, sólo přes celé hřiště v ligovém zápase proti Burnley |
| 2.     | Giorgian de Arrascaeta | Campeonato Brasileiro Série A |                                                                          |
| 3.     | Luis Suárez            | La Liga                       |                                                                          |

### 2021
| Pořadí | Hráč          | Soutěž         | Poznámka                                                                          |
| 1.     | Érik Lamela   | Premier League | V dresu Tottenhamu kopem rabona proti Arsenalu                                    |
| 2.     | Mehdi Taremi  | Liga mistrů    |                                                                                   |
| 3.     | Patrik Schick | EURO 2020      | Střela z poloviny hřiště v reprezentačním zápase Česka proti Skotsku na EURU 2020 |

### 2022
| Pořadí | Hráč          | Soutěž                         | Poznámka                                          |
| 1.     | Marcin Oleksy | PZU Amp Futbol Ekstraklasa     | Gól v zápase tělesně hedikepovaných v polské lize |
| 2.     | Dimitri Payet | Evropská konferenční liga UEFA |                                                   |
| 3.     | Richarlison   | Mistrovství světa              |                                                   |

### 2023
| Pořadí | Hráč              | Soutěž             | Poznámka |
| 1.     | Guilherme Madruga | Campeonato Série B |          |
| 2.     | Nuno Santos       | Primeira Liga      |          |
| 3.     | Julio Enciso      | Premier League     |          |

### 2024
| Pořadí | Hráč               | Soutěž          | Poznámka                                      |
| 1.     | Alejandro Garnacho | Premier League  | Nůžky v zápase Premier League proti Evertonu. |
| 2.     | Yassine Benzia     | Přátelský zápas |                                               |
| 3.     | Denis Omedi        | 2024 Super 8    |                                               |

## Nejvíce nominací
| Hráč               | Počet nominací |
| Lionel Messi       | 7              |
| Neymar             | 5              |
| Zlatan Ibrahimovič | 4              |